# Jean-Jacques Robson
Jean-Jacques Robson (Dendermonde, gedoopt op 4 december 1723 - Tienen, 24 oktober 1785) was een Vlaams componist. Hij componeerde klavecimbelmuziek, Italiaanse sonates en preludes voor orgel.
Robson was de zoon van een Engelse orgelmaker. In 1734 zong hij aan de Onze Lieve Vrouwkerk te Dendermonde en vanaf 1749 was hij zangmeester en kapelmeester in de collegiale kerk van Sint-Germanus te Tienen. Deze functie behield hij tot aan zijn dood.
Het is geweten dat Robson beiaardstukken heeft geschreven in functie van een wedstrijd waarmee de stad Mechelen een nieuwe organist en beiaardier voor de Sint-Romboutskathedraal hoopte te vinden, maar deze werken zijn verloren gegaan. Twee sonates werden herdrukt door X. Van Elewijck in zijn werk Anciens clavecinistes flamands (1877). Ook Robsons Recueil de concert overleeft vandaag nog in handschrift.
Turnhout heeft een plein naar drie musici uit de familie Robson vernoemd: Jean-Jacques, zijn broer Sébastien-Joseph en diens kleinzoon Martin-Joseph Robson.
- Bibliothèque nationale de France: cb15514221d (data)
- Gemeinsame Normdatei: 132265303
- International Standard Name Identifier: 0000 0000 3383 1178
- Library of Congress Control Number: n97125680
- MusicBrainz: 0e5cc438-99f9-4a3d-a2b4-a68d507e75cb
- Nederlandse Thesaurus van Auteursnamen: 256159467
- Istituto Centrale per il Catalogo Unico: MUSV055885
- Virtual International Authority File: 54454372
- WorldCat: E39PBJhMkkjc6dPrbJmPWTMMfq